# Edussaari (ö i Södra Savolax)
Edussaari är en ö i Finland. Den ligger i sjön Pyyvesi och i kommunen Nyslott i den ekonomiska regionen  Nyslott  och landskapet Södra Savolax, i den sydöstra delen av landet, 300 km nordost om huvudstaden Helsingfors. Öns area är 2,6 hektar och dess största längd är 330 meter i öst-västlig riktning.